# Shire of Halls Creek
Shire of Halls Creek is een Local Government Area (LGA) in de regio Kimberley in West-Australië. Het telde slechts 3.574 inwoners in 2021, waarmee het uiterst dunbevolkt is. Rond de hoofdplaats Halls Creek liggen diverse Aboriginal-gemeenschappen. Vroeger werd er op grote schaal goud gewonnen. Tegenwoordig herbergt de regio diverse natuurgebieden zoals Nationaal park Purnululu. De Great Northern Highway doorkruist de Shire.

## Geschiedenis
Op 8 januari 1915 werd het 'Halls Creek Road District'opgericht. Ten gevolge de 'Local Government Act' van 1960 veranderde het district van naam en werd op 23 juni 1961 de 'Shire of Halls Creek'.

## Beschrijving
'Shire of Halls Creek' is een district in de regio Great Southern. De hoofdplaats is Halls Creek. Het is meer dan 140.000 km² groot en ligt ongeveer 2.600 kilometer ten noordoosten van de West-Australische hoofdstad Perth. Er ligt 391 kilometer verharde en 1.449 kilometer onverharde weg.

## Plaatsen, dorpen en lokaliteiten
- Balgo
- Billiluna
- Halls Creek
- Mulan
- Ringer Soak
- Warmun (voorheen Turkey Creek)
- Yiyili